# Leiolopisma fasciolare
Espèce
Synonymes
- Hombronia fasciolaris Girard, 1858

Leiolopisma fasciolare est une espèce de sauriens de la famille des Scincidae.

## Répartition
L'holotype de Girard est décrit comme provenant de Nouvelle-Zélande et ne correspond pas à la description originale.

## Publication originale
- Girard, 1858 "1857" : Descriptions of some new Reptiles, collected by the US. Exploring Expedition under the command of Capt. Charles Wilkes, U.S.N. Fourth Part. Proceedings of the Academy of Natural Sciences of Philadelphia, vol. 9, p. 195-199 (texte intégral).